# Marius Dragomir
Marius Gelu Dragomir (n. 19 aprilie 1969, Brașov) este un compozitor, interpret și textier român, inițiatorul curentului muzical ”Kashay”, stil etno-pop care îi aduce Discul de Aur în 1996, pentru albumul „Party in Transilvania”, vândut în peste 1.800.000 de exemplare.

## Biografia și cariera

### 1973 - 1989: Copilăria și primele activități muzicale
Marius Dragomir s-a nascut pe data de 19 aprilie la Brasov. Debutează în muzică la vârsta de patru ani și câștigă Premiul I interpretând la vioară „Balada” lui Ciprian Porumbescu pe scena Festivalului „Lira de Aur”. În 1986, câștigă Premiul I la Festivalul național „Cântarea României”, ca solist vocal de muzică ușoară, premiu ce îi va reveni și în 1987, ca interpret instrumentist la nai, în cadrul aceluiași festival.  
A studiat la Liceul Pedagogic și Conservatorul de Arte Muzicale Târgu Mureș și Semiotica la Universitatea Româno-Americană București. Cunoaște peste 11 instrumente, exprimându-și mereu aprecierea pentru muzica clasică și muzica de film și studiind compoziția orchestrală, armonia și contrapunctul muzical. Instrumente cunoscute: pian, vioară, trompetă, contrabas, instrumente de percuție ș.a.   
Anul 1989 îi aduce consacrarea pe scena muzicii pop românești, artistul obținând Trofeul concursului TV „Steaua fără Nume”, precum și Premiul I la „Festivalul Național de Interpretare și Creație Mamaia”, unde a cântat atât cu vocea, cât și cu trompeta, piesa „Prin noi trăiește muzica” a regretatului compozitor Cornel Fugaru.

### 1989 - 2000: Debutul - Primele materiale discografice
În anul 1992, Marius lansează primul album cu muzică electronică progresivă "The Voice of Nature" iar în 1993 albumul pop-rock „Magicianul”.
În anul 1993, acesta lansează pentru prima oară stilul "Kashay", un stil etno-pop, pe piața muzicală din România prin intermediul albumului „Party in Transilvania” pentru care avea sa primeasca si Discul de Aur 3 ani mai târziu.
Marius Dragomir a compus și pentru alți artiști din țară, printre care Sanda Ladoși, Ileana Șipoteanu, Dana Dorian, Otilia Romea, Angela Similea, Manuela Fedorca și alții, colaborând totodată, pe meleaguri americane, cu mezzosoprana Nicoleta Strauss, căreia i-a compus un album și alături de care a înregistrat două duete.    
Artistul a compus librete muzicale pentru teatru de păpuși, jucate în România și în Franța, și a realizat coloana sonoră pentru filme precum „La luce del mondo” (1992), „Histria și Callatis” (1993), „Bariera” (regia Liviu Pojoni, 1994), „The lost amulet” (2008-2009). De asemenea, compozitorul Marius Dragomir semnează, în 2011, genericul muzical al emisiunilor „În premieră”, cu Carmen Avram și „Secvențial”, cu Adrian Ursu, difuzate la postul de televiziune, Antena 3.  

### 2000 - Prezent
Fiind clasician la bază, Marius și a dorit întotdeauna să aducă la cunoștința publicului un album de muzică clasică, iar în anul 2015 a lansat albumul „Ethno Symphonika” la "Târgul Internațional de Carte și Muzică din Brașov" eveniment cu tradiție în orașul de la poalele Tâmpei. Albumul conține 13 compoziții de muzică cultă, inspirate din lumea basmelor și legendelor populare românești, unde regăsim un concert de pian, o rapsodie în patru părți pentru fiecare anotimp, un cvartet de coarde, un concert pentru vioară dar și alte lucrări.  Albumul a fost prezentat și la Târgurile Internaționale de Carte si Muzică din Paris și Torino. Albumul este inclus în diferite spectacole de balet, sub coregrafia balerinilor Emilia și Dorin Mirea, care au avut loc în cadrul unor evenimente precum:  
- Festivalul de Carte și Muzică , organizat anual în Brașov unde maeștrii coregrafi Emilia și Dorin Mirea au dansat pe una din compozițiile incluse pe acest album „Zmeul și domnița cea de nea”
- Balul Caritabil „Inimi albastre” (organizat pentru copii cu autism la Aro Palace Brașov), unde balerinii au dansat pe un minicolaj muzical din piese extrase de pe albumul „Ethno Symphonika”: „Concertul lăutei de sare” și „Zmeul și domnița cea de nea”.
- Spectacolul caritabil „Zmeul și domnița cea de nea” organizat la Centrul Cultural „Reduta” din Brașov unde balerinii au dansat exclusiv pe muzica inclusă pe albumul „Ethno Symphonika”, eveniment de basm romanesc, original în conceptul și coregrafia lui Dorin Mirea.  Arhivat în 7 noiembrie 2018, la Wayback Machine.

In anul 2018 este dezvelit bustul lui Marius Gelu Dragomir, alături de alte lucrări de sculptură ale unor personaje importante în istoria Romaniei, precum: regele Mihai, regina Maria, Neagu Djuvara, Andrei Șaguna etc. Bustul a fost realizat de sculptorul Petrică Buhnici și prezentat în cadrul vernisajului "România eternă" cu ocazia Centenarului la Târgul Internațional de Carte și Muzică organizat anual in Brașov. 
Tot în anul 2018, Marius Gelu Dragomir surprinde din nou prin colaborarea cu soprana Elena Moșuc la proiectul „Resonance”, scriind pentru divă 6 compoziții de gen pop-opera. Orchestra Operei Naționale Române Iași a prezentat publicului, în premieră, ”Resonance”, un proiect muzical original, conceput de soprana Elena Moșuc. Evenimentul s-a desfășurat în cadrul festivității de închidere a celei de-a 45-a ediție a „Vacanțelor Muzicale la Piatra Neamț”. A fost „Seara Muzicii de Operă”. Sub bagheta dirijorului Marcello Mottadelli, soprana Elena Moșuc, chitaristul Bogdan Mihăilescu și invitatul Christoph Hebeisen au interpretat lucrări de Gabriel Fauré, Giacomo Puccini, Marius Dragomir, Raul Ferrão, Alfonso Montes, Joaquin Rodrigo, Francesco Cilea, Erik Satie, Pietro Mascagni, Ariel Ramirez, Vincenzo Bellini, Gregory Pino, Giorgio Tortora, Flavio Motalla. Spectacolul se va desfășura printr-un turneu internațional, urmând Belgrad, Ljubljana precum și alte țări.

## Discografie
- Voice of Nature (1992)
- The Magician (1993)
- Party in Transylvania (1995)
- Happy Birthday, Dracula (1996)
- Cântă române (1997)
- Sex on the beach (1997)
- Cucuruzul în pârgă (1998)
- Blue Angel (1998)
- One more Party (1998)
- Mustafa (1998)
- Best of 60′s (1999)
- Asta-mi place (1999)
- De chef (2000)
- Dă-mă mamă după Gyuri (2001)
- Cine oare (2002)
- Suflet de român (2003)
- Kashay românul (2004)
- Dragostea mea (2005)
- Best of Marius Dragomir (2009)
- Ethno Symphonika (2015)
- Return to the Solomons Temple (2015)  Arhivat în 7 noiembrie 2018, la Wayback Machine.

## Premii
- 1996 - Discul de Aur pentru cele peste 1.800.000 de exemplare vândute, ale albumului Party in Transylvania
- 1997 - Premiul pentru ”Record de popularitate”, acordat de către Uniunea Compozitorilor din România
- 1998 - Premiul pentru ”Cel mai prolific artist al anului”, cu 6 albume lansate într-un singur an
- 2002 - Premiul Special la Festivalul RBA
- 2002 - Premiul Special oferit de către ziarul ”Gardianul”
- 2003 - Premiul pentru întreaga carieră la Festivalul RBA